# Владислав Сікорський
Владисла́в Евге́ніуш Сіко́рський (пол. Władysław Eugeniusz Sikorski Польська вимова: [vwaˈdɨswaf ɕiˈkɔrskʲi] ( прослухати); 20 травня 1881, Тушув-Народови, поблизу Сандомира, Королівство Галичини та Володимирії, Австро-Угорщина — 4 липня 1943, Гібралтар) — польський військовий і державний діяч, інженер-геодезист, генерал Війська Польського. Учасник польського самостійницького руху.

## Біографія

### Ранні роки
Народився у Тушуві Народовому поблизу Сандомира.
Закінчив Факультет інженерії доріг і мостів Вищої політехнічної школи (ВПШ) у Львові (1909), інженер.
Перед Першою світовою війною — один із творців польських парамілітарних організацій у Королівстві Галичини та Володимирії.

### 1914—1920
Під час Першої світової війни служив у польських легіонах, що воювали на боці Центральних держав, полковник.
З осені 1918 року — в армії незалежної Польщі. В українсько-польській війні 1918—1919 командир операційної групи, а потім дивізії (бої під Городком, Львовом і Чортковом), Відзначився у польсько-радянській війні.

### Міжвоєнний час
Командувач 3-ї, пізніше 5-ї армій.
У післявоєнний час обіймав найвищі посади у збройних силах і уряді країни. У 1921—1922 роках — шеф генерального штабу Війська Польського, у 1922—1923 роках — прем'єр-міністр Польщі і міністр внутрішніх справ, у 1924—1925 роках — міністр військових справ.
1925—1928 — командувач Львівської військової округи.
З 1926 року — після перевороту Юзефа Пілсудського перейшов в опозицію до правлячого «санаційного» табору, активно виступав проти урядового курсу.

### Друга світова війна

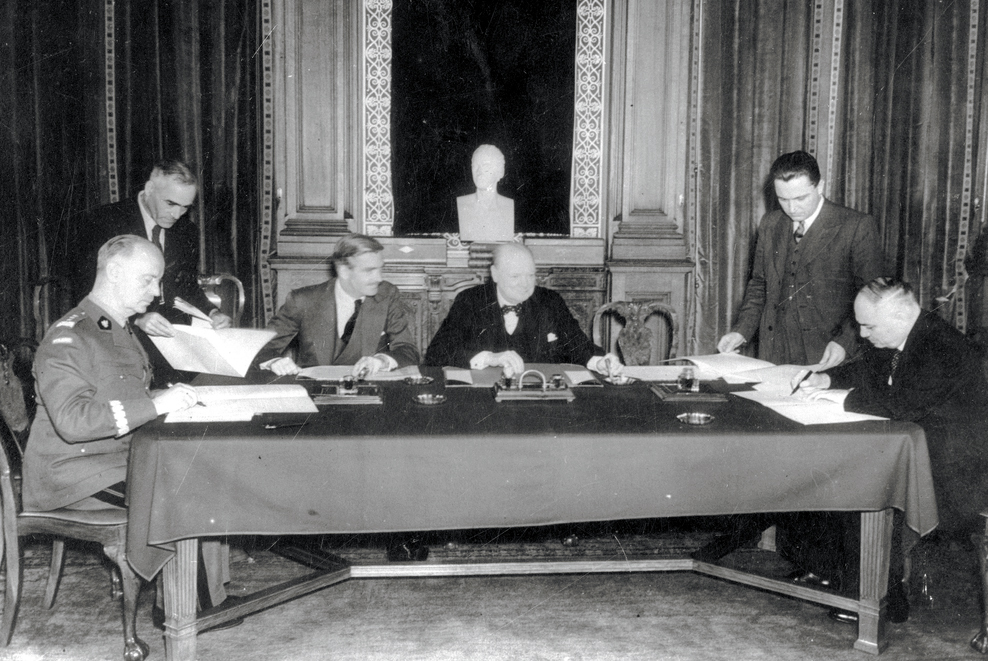
Підписання Угоди з СРСР, Лондон, 30 липня 1941 року. Сікорський, Іден, Черчілль та Майський (сидять)

Після окупації Польщі Німеччиною та СРСР у вересні 1939 року — в еміграції у Лондоні.
У 1939—1943 — прем'єр-міністр польського уряду в еміграції, згодом міністр військових справ (генеральний інспектор польської армії), головний командувач польських Збройних сил.
Після початку німецько-радянської війни підписав договір про співпрацю з СРСР, відомий як Угода Сікорського-Майського, і домігся сформування на радянській території армії з польських громадян, до складу якої входило чимало українців; пізніше армія воювала по боці західних союзників (корпус генерала Владислава Андерса).

### Загибель
Після того, як генерал Сікорський дізнався про розстріл польських офіцерів в Катині, він розірвав дипломатичні відносини з СРСР і наполягав на тому, щоб Англія теж припинила відносини з СРСР.
Загинув в авіаційній катастрофі неподалік від Гібралтара. Літак упав в море через 16 секунд після старту. Разом з ним в літаку знаходилась його донька і два депутати англійського парламенту та ще декілька чоловік. Сікорський повертався до Лондона після інспекції ним польських військ на Близькому Сході. Офіційне розслідування встановило, що причиною падіння літака були технічні неполадки, але деякі історики досі схиляються до версії авіакатастрофи як інструменту вбивства.
Генерал був з почестями, в присутності прем'єр-міністра Великої Британії Вінстона Черчилля, похований на кладовищі польських льотчиків в Ньюарку, поблизу Ноттінгема (графство Ноттінгемшир). 17 вересня 1993 його прах був перевезений до Польщі і похований у крипті Св. Леонарда на Вавелі в Кракові.